# Tullens grader i Polen
Tullens grader i Polen anger den hierarkiska ordningen i det polska tullverket (Służbie Celnej).

## Tjänstegrader och gradbeteckningar 1999-2009

### Tjänstegrader
När det polska tullverket omorganiserades 1999 infördes följande tjänstegrader.
| Tjänstegrad              | Typbefattning                                            | Krav på civil utbildning         |
| ------------------------ | -------------------------------------------------------- | -------------------------------- |
| Aplikant celny           | aspirant                                                 | gymnasium                        |
| Młodszy rewident celny   | assistent                                                | gymnasium                        |
| Rewident celny           | assistent                                                | gymnasium                        |
| Starszy rewident celny   | yngre kontrollör                                         | gymnasium                        |
| Młodszy dyspozytor celny | kontrollör                                               | gymnasium eller akademisk examen |
| Dyspozytor celny         | äldre kontrollör                                         | gymnasium eller akademisk examen |
| Starszy dyspozytor celny | inspektör                                                | gymnasium eller akademisk examen |
| Młodszy aspirant celny   | gruppchef                                                | gymnasium eller akademisk examen |
| Aspirant celny           | sektionschef                                             | akademisk examen                 |
| Starszy aspirant celny   | tullspecialist, jurist                                   | akademisk examen                 |
| Podkomisarz celny        | ställföreträdande tullstationschef, avdelningschef       | akademisk examen                 |
| Komisarz celny           | ställföreträdande chef för tullkammare, tullstationschef | akademisk examen                 |
| Nadkomisarz celny        | chef för tullkammare                                     | akademisk examen                 |
| Generalny komisarz celny | ställföreträdande chef för tullverket                    | enligt särskilda bestämmelser    |
| Krajowy komisarz celny   | chef för tullverket                                      | enligt särskilda bestämmelser    |

- Källa:[1]

### Gradbeteckningar 2000-2005
Gradbeteckningar motsvarande de nya tjänstegraderna anskaffades 2000.
| Gradbeteckningar Kragspegel |                |                        |                |                        |                          |
| Tjänstegrad                 | Aplikant celny | Młodszy rewident celny | Rewident celny | Starszy rewident celny | Młodszy dyspozytor celny |

| Gradbeteckningar Kragspegel |                  |                          |                        |                |
| Tjänstegrad                 | Dyspozytor celny | Starszy dyspozytor celny | Młodszy aspirant celny | Aspirant celny |

| Gradbeteckningar Kragspegel |                        |                   |                |
| Tjänstegrad                 | Starszy aspirant celny | Podkomisarz celny | Komisarz celny |

| Gradbeteckningar Kragspegel |                   |                          |                        |
| Tjänstegrad                 | Nadkomisarz celny | Generalny komisarz celny | Krajowy komisarz celny |

### Gradbeteckningar 2005-2009
När nya uniformer infördes för det polska tullverket 2005 ändrades också gradbeteckningarna.
| Gradbeteckningar Axelklaff |                |                        |                |                        |                          |
| Tjänstegrad                | Aplikant celny | Młodszy rewident celny | Rewident celny | Starszy rewident celny | Młodszy dyspozytor celny |

| Gradbeteckningar Axelklaff |                  |                          |                        |                |
| Tjänstegrad                | Dyspozytor celny | Starszy dyspozytor celny | Młodszy aspirant celny | Aspirant celny |

| Gradbeteckningar Axelklaff |                        |                   |                |
| Tjänstegrad                | Starszy aspirant celny | Podkomisarz celny | Komisarz celny |

| Gradbeteckningar Axelklaff |                   |                          |                        |
| Tjänstegrad                | Nadkomisarz celny | Generalny komisarz celny | Krajowy komisarz celny |

## Tjänstegrader och gradbeteckningar sedan 2009
Den polska regeringen beslutade 2009 att tullverkets tjänstegrader och personalstruktur skulle anpassas till den hierarkiska struktur som finns inom polisen i Polen och den polska gränsbevakningen. 

### Tjänstegrader
| Tjänstegrad              | Personalkår                          | Motsvarande militär grad i gränsbevakningen |
| ------------------------ | ------------------------------------ | ------------------------------------------- |
| Aplikant celny           | Tullverkets manskapskår - aspiranter | szer. SG Menig                              |
| Starszy aplikant celny   | Tullverkets manskapskår - aspiranter | st. szer. SG Menig 1kl                      |
| Młodszy rewident celny   | Tullverkets underofficerskår         | kpr. SG Vicekorpral                         |
| Rewident celny           | Tullverkets underofficerskår         | -                                           |
| Starszy rewident celny   | Tullverkets underofficerskår         | plut. SG Sergeant                           |
| Młodszy rachmistrz celny | Tullverkets underofficerskår         | sierż. SG Förste sergeant                   |
| Rachmistrz celny         | Tullverkets underofficerskår         | st. sierż. SG Fanjunkare                    |
| Starszy rachmistrz celny | Tullverkets underofficerskår         | sierż. szt. SG Fanjunkare                   |
| Młodszy aspirant celny   | Tullverkets specialistofficerskår    | młodszy chorązy SG Förvaltare               |
| Aspirant celny           | Tullverkets specialistofficerskår    | chorązy SG Förvaltare                       |
| Starszy aspirant celny   | Tullverkets specialistofficerskår    | starszy chorązy SG Förvaltare               |
| Podkomisarz celny        | Tullverkets kompaniofficerskår       | ppor. SG Fänrik                             |
| Komisarz celny           | Tullverkets kompaniofficerskår       | por. SG Löjtnant                            |
| Nadkomisarz celny        | Tullverkets kompaniofficerskår       | por. SG Kapten                              |
| Podinspektor celny       | Tullverkets regementsofficerskår     | mjr SG Major                                |
| Inspektor celny          | Tullverkets regementsofficerskår     | ppłk SG Överstelöjtnant                     |
| Podinspektor celny       | Tullverkets regementsofficerskår     | płk SG Överste                              |
| Nadinspektor celny       | Tullverkets generalitet              | gen. bryg. SG Brigadgeneral                 |
| Generał Służby Celnej    | Tullverkets generalitet              | gen. dyw. SG Generalmajor                   |

Källa:
Tjänsteinnehavare i graderna från Komisarz celny till Krajowy komisarz celny inplacerades 2009 i regementsofficerkåren; de med grader från aspirant celny till Podkomisarz celny inplacerades i kompaniofficerskåren; de med grader från Dyspozytor celny till Młodszy aspirant celny inplacerades i specialistofficerskåren; dem med graderna Młodszy rewident celny till Młodszy dyspozytor celny inplacerades i underofficerskåren; de med graden Aplikant celny inplacerades i manskapskåren.

### Gradbeteckningar

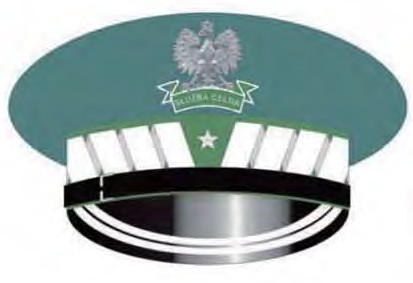
Uniformsmössa med gradbeteckning för Nadinspektor celny.

| Gradbeteckning Axelklaff |                |                        |
| Tjänstegrad              | Aplikant celny | Starszy aplikant celny |

| Gradbeteckning Axelklaff |                        |                |                        |                          |                  |                          |
| Tjänstegrad              | Młodszy rewident celny | Rewident celny | Starszy rewident celny | Młodszy rachmistrz celny | Rachmistrz celny | Starszy rachmistrz celny |

| Gradbeteckning Axelklaff |                        |                |                        |
| Tjänstegrad              | Młodszy aspirant celny | Aspirant celny | Starszy aspirant celny |

| Gradbeteckning Axelklaff |                   |                |                   |
| Tjänstegrad              | Podkomisarz celny | Komisarz celny | Nadkomisarz celny |

| Gradbeteckning Axelklaff |                    |                         |                 |
| Tjänstegrad              | Podinspektor celny | Młodszy inspektor celny | Inspektor celny |

| Gradbeteckning Axelklaff |                    |                       |
| Tjänstegrad              | Nadinspektor celny | Generał Służby Celnej |